# Clinton (Kentucky)
Clinton is een plaats (city) in de Amerikaanse staat Kentucky, en valt bestuurlijk gezien onder Hickman County.

## Demografie
Bij de volkstelling in 2000 werd het aantal inwoners vastgesteld op 1415. In 2006 is het aantal inwoners door het United States Census Bureau geschat op 1339, een daling van 76 (-5,4%).

## Geografie
Volgens het United States Census Bureau beslaat de plaats een oppervlakte van 4,3 km², geheel bestaande uit land. Clinton ligt op ongeveer 117 m boven zeeniveau.

## Plaatsen in de nabije omgeving
De onderstaande figuur toont nabijgelegen plaatsen in een straal van 20 km rond Clinton.